# 帕隆贝县
15°40′S 35°40′E / 15.667°S 35.667°E
帕隆贝县（Phalombe District）是馬拉維南部的一個縣，屬於南部區的一部分，該縣北臨松巴縣，東接莫桑比克，南面和西面是姆蘭傑縣，面積1,394平方公里，人口231,990。